# Przygoda noworoczna
Przygoda Noworoczna – polski czarno-biały film fabularny z 1963 w reżyserii Stanisława Wohla.
Zdjęcia do filmu zostały nakręcone w Sadach Żoliborskich (Warszawa).

## Fabuła
Głównymi bohaterami filmu są Krystyna i Adam, którzy dostają ofertę wspólnego spędzenia nocy sylwestrowej w wolnym mieszkaniu znajomego. Nadzieja na intymne spotkanie we dwoje szybko jednak pryska. Młodzi zostają wbrew swej woli wciągnięci w problemy obcych ludzi, sfrustrowanych, pozbawionych złudzeń, czasem cynicznych. Kobieta tuż przed rozwiązaniem w oczekiwaniu na spóźniającą się karetkę pogotowia złorzeczy mężowi. Pijany szofer awanturuje się z żoną, której nie kocha. Na domiar złego niebawem w mieszkaniu pojawia się żona gospodarza z kochankiem, którzy wyśmiewają młodzieńcze uczucie Adama i Krystyny. Mimo to ani chłopak, ani dziewczyna nie tracą wiary w prawdziwość łączącej ich miłości.

## Obsada
- Bogusław Sochnacki jako taksówkarz Stefan
- Anna Ciepielewska jako Helena, żona Stefana
- Witold Skaruch jako Rączkowski
- Ewa Wawrzoń jako Anna Rączkowska, rodząca
- Zofia Kucówna jako Ela, żona właściciela mieszkania
- Bohdan Łazuka jako Miecio, kochanek Eli
- Anna Prucnal jako Krystyna
- Jerzy Kamas jako Adam, chłopak Krystyny
- Wiesław Gołas jako sprzedawca baloników
- Władysława Nawrocka
- Emilia Radziejowska (w napisach imię: Elżbieta)
- Ludmiła Terlecka
- Tadeusz Jastrzębowski jako mąż czekający na nagą żonę
- Zdzisław Leśniak jako rozbawiony przechodzień
- Gustaw Lutkiewicz jako partner brunetki
- Tadeusz Pluciński jako partner blondynki
- Ryszard Piekarski
- Stanisław Wyszyński
- Magdalena Celówna jako uczestniczka zabawy sylwestrowej na ulicy (nie występuje w czołówce)
- Zofia Czerwińska jako uczestniczka prywatki (nie występuje w czołówce)
- Józef Duriasz jako sąsiad wymieniający bezpieczniki (nie występuje w czołówce)
- Stefan Friedmann jako podrywacz (nie występuje w czołówce)
- Andrzej Jurczak jako podrywacz (nie występuje w czołówce)
- Józef Łotysz jako uczestnik prywatki (nie występuje w czołówce)
- Jan Nowicki jako uczestnik zabawy sylwestrowej na ulicy (nie występuje w czołówce)
- Ludwik Pak jako kominiarz (nie występuje w czołówce)